# 何其生
何其生（1974年4月—），河南固始人，北京大学法学院国际法教授、博导。2017年成为第八届“全国十大杰出青年法学家”。研究领域有国际私法、国际商事仲裁、国际民事诉讼法、国际商法、电子商务法。

## 简历
1996年河南大学法律系毕业，1999年取得武汉大学法学院国际法硕士学位（硕导肖永平教授），2002年在武汉大学获得国际法博士学位（博导黄进教授），2002年到2004年在北京大学博士后研究。
2004年进入武汉大学法学院任教，历任副教授（2004年）、教授（2007年）、博导（2008）、珞珈特聘教授（2014年）。2007年入选教育部“新世纪优秀人才支持计划”。2016年到2017年，借调外交部条约法律司。2018年任北京大学教授。

## 头衔
- 中国国际私法学会副秘书长
- 中国国际经济贸易仲裁委员会（CIETAC）仲裁员
- 武汉仲裁委员会仲裁员
- 武汉市江汉区人民法院副院长（2005年8月至2007年）
- 人福医药集团股份公司独立董事（2016年4月）